# 動力近代化計画
動力近代化計画（どうりょくきんだいかけいかく）は、日本国有鉄道（国鉄）の保有する鉄道車両の動力を近代化する計画。具体的にはエネルギー効率が低く燃料費がかさむ上、大量の煙のために安全性や快適性に問題がある蒸気機関車を計画的に廃止・淘汰する（動力源の近代化）とともに、旅客車については原則として電車もしくは気動車に置き換える（動力方式の近代化）という内容。国鉄内部に設置された動力近代化調査委員会が1959年（昭和34年）6月20日に答申し、翌1960年（昭和35年）から実行に移された。また、鉄道関係者からは蒸気機関車の淘汰によって不快な煙から解放されることを意味する無煙化という表現もされた。

## 計画当時の状況
明治時代から昭和初期にかけて建設された国鉄の路線は、ほとんどが蒸気運転であった。電化計画は明治時代より模索されており、1919年（大正8年）には主要幹線や勾配区間、水力発電を生かせる箇所などの大規模な電化計画が閣議決定されるなど、大正時代から蒸気機関車の淘汰計画に積極的であった。しかし、関東大震災と昭和恐慌により予算が降りず、戦時下に突入すると電化に当時の陸軍幹部の根強い反対意見があり（変電所が被害を受けると列車が走れなくなる）、当初の構想に反して戦後においても1958年（昭和33年）の全営業キロ約2万 kmに対し、電化されていたのは2,237 kmに過ぎず、非電化区間の動力車は蒸気機関車が4,514両、ディーゼル機関車が118両、ディーゼルカーが1,486両であり、蒸気機関車が非電化区間の主力であった。
蒸気機関車には以下のような問題点がある。
- 蒸気機関車の熱効率は約5 %で、1950年代のデータで電気機関車が約30 %、ディーゼル機関車が約20 %とそれらと比較すると著しく低い[4]。そのため運転に際し大量の石炭を消費し、単位走行キロ当たりの燃料費が高い。
- 走行距離に応じて給炭と給水が必要になるほか、石炭の燃えかすを排出する必要があるため長距離運転には不向きであり、これらにより1日当たりの走行距離も低く設定せざるを得ないため、所要機関車数が多くなる。これらはいずれも鉄道経営にとって大きなマイナス要因となる。下表でもディーゼル機関車の車両単価は蒸気機関車より高いが、燃費や必要車両数を考慮すると経営面ではディーゼル機関車が有利となる。
- 長大トンネルでは、トンネル内にこもったばい煙を適切に排除しないと酸欠状態になる。例えば、急勾配で出力が必要な篠ノ井線の冠着トンネルでは、特殊な排煙装置が装着されていたが、それでも運転関係者の窒息死事故が発生したことがある。
- さらに大量の煤煙やすすを発生し汚染や健康被害も起こすため、快適性において他の動力車に比べて大きく劣っていた。トンネル内では真夏でも窓を閉め切る必要があった。当時の列車には一等車・食堂車などを除いて冷房はなかった。
- 六軒事故のようにボイラーの危険性が高い。

| 種別             | 動力費 (円/10km走行あたり) | 相対指数 |
| ---------------- | -------------------------- | -------- |
| 蒸気機関車       | 911                        | 100%     |
| 電気機関車       | 299                        | 33%      |
| ディーゼル機関車 | 538                        | 59%      |
| 電車             | 580                        | 64%      |
| 気動車           | 507                        | 56%      |

| 形式                     | DD51形 ディーゼル機関車 | C61形 蒸気機関車 |
| ------------------------ | ----------------------- | ---------------- |
| 走行km当たりの燃料使用量 | 3.5                     | 17.4             |
| 燃料単価（円）           | 13                      | 5.7              |
| 燃費（円/km）            | 46                      | 99               |
| 1日当たりの走行距離      | 357                     | 284              |
| 車両価格（万円）         | 6,300                   | 3,300            |

## 計画の概要
当時、イギリスやオーストラリア、アメリカなど発展先進国（第二次世界大戦の戦勝国）は蒸気機関車の淘汰を推進していた。日本でも国鉄の財政改善と安全性や快適性の向上を目的に、既存の電化路線に加えて15年計画で主要幹線5,000キロを電化し、残余はディーゼル化をし、蒸気運転を廃止する、電化は交流を原則とする計画であった。国会では20年計画案も持たれたが、先進諸外国と比較して遅すぎるという意見が多かったため、15年計画とされた。また、電化、ディーゼル化ともに旅客運行は機関車牽引ではなく動力分散方式主体になった。予定された投資額は4,865億円だが、蒸気運転を継続した場合にも取替え改修費に3,640億円かかるため増加分は1,125億円となるが、上記のように無煙化により大幅な経費削減（年間310億円）が見込まれるため経営改善に大きく寄与すると想定された（金額はすべて当時の価格）。
アメリカでは新造から10年前後の蒸気機関車を大量に廃車してディーゼル機関車に置き換えていたが、日本は出来るだけ修繕を施し物理的耐用年数の30年から40年（経済的耐用年数は25年）を過ぎて置き換えることになった。
計画の策定時期には下記の諸条件が計画の内容に反映された。
- 当時フランスなどで進展していた交流電化に倣って、国鉄内部でも1953年（昭和28年）から交流電化調査委員会が設置され、1955年（昭和30年）の仙山線で交流電化の実験成功に続き1957年（昭和32年）から同線の実用電化が始まっていた[9]。
- 電車化においては、1937（昭和12）年に京阪神の京都-明石間95.3kmにおいて42系電車が導入されて、終着駅での折り返しの容易さによる運用効率の向上など優れた運用実績が確認され、1950（昭和25）年の出力を強化した80系湘南型電車の登場によってそれが決定的になった[10]。
- ディーゼルカーにおいては、液体型変速機を採用したキハ45000系気動車が1953年（昭和28年）から量産され、特定線区の無煙化に貢献していた。

日本の鉄道は山岳路線が多いことに加えて地盤が比較的軟弱で、機関車方式で高速化、輸送力強化を図るためには大きな軸重を支える軌道の強化に多大な資金が必要とされ、また曲線通過性能および登坂能力が劣る（機関車が空転すると立ち往生する）という問題があった。プッシュプル方式も、折返しは電車並に手際よく行なえても曲線通過の際の安全性に問題があるとの理由で採用されなかった。従って、動力分散方式の方が編成単位で5 %程度製造コストが割高になるものの、加減速性能が優れるために表定速度が10 %程度速くなるほか、機関車の付け替えおよび機回しが不要になるために運用効率が優れている（結果として運行コストが削減できる）ため、電化、ディーゼル化ともに動力分散方式が有利とされた（動力分散と高速鉄道も参照）。この方針に基づいて動力方式の近代化も併せて実施されることになった。

## 計画の進展
この方針に沿って電化およびディーゼル化が進められ、当初計画通り15年後の1975年度をもって、国鉄の営業用車両から蒸気機関車は、すべて引退することになった。蒸気運転による定期列車の運行は1975年（昭和50年）12月で終了、構内の入換用に残った蒸気機関車も1976年（昭和51年）3月ですべて仕業を退いた。蒸気機関車の全廃は早い方が経営への効果は大きいことから、1967年（昭和42年）の国鉄常務会では予定を繰り上げて1973年度末（1974年〈昭和49年〉3月）での全廃が定められた。蒸気機関車の老朽化による修繕費の増加や輸送の近代化による経営の合理化、サービス向上を考え、予定より2年早めて昭和48年度には蒸気機関車を一掃する計画の練り直しも進められるが、国鉄の財政難による車輌製造の遅延等により、その後の計画の見直しで結果的には当初の予定通りの無煙化達成となった。
国鉄向けの蒸気機関車の新製は、1949年（昭和24年）のE10形を最後に中止された。また電化やディーゼル化の進展は幹線から行われたため、地方の路線では大正生まれの8620形などが老朽化の問題を抱えながらも使い続けられることになった。その間にも8620形の後継機としてC63形の構想や計画もあったものの、設計図を作成した段階で計画そのものが中止された。この問題を解決するために、幹線で働き場所のなくなった大型蒸気機関車の軸重を軽減して地方路線に投入できるようにする改造が行われ、C59形の改造でC60形が誕生するなどした。しかしながら、大型の蒸気機関車は石炭の消費量が大きい（燃費が悪い）という問題があってあまり歓迎されず、こうした改造は少数に終わって、大型で新しい蒸気機関車よりも小型の古い蒸気機関車が最後まで働き続ける結果となった。

### 計画開始時の問題点
1955年（昭和30年）に実施された仙山線での交流電化試験が予想以上に好調だったため、1957年（昭和32年）から始まった北陸本線の電化計画は急遽交流方式へ変更された。1960年（昭和35年）から始まった動力近代化計画では、電化は交流方式を原則とするが、直流との境界は適正に定めると明記された。交流電化は実用化検討中に開始されたため、技術的には不十分な点も多く、1957年（昭和32年）の北陸本線の交流電化のED70形では初期故障が多発し、1959年（昭和34年）の東北本線黒磯-福島間の交流電化のED71形でも運転の安定化までにかなりの期間を要した。交流用車両において必要とされる整流器の本命とされたシリコン整流器が本格的に採用されたのは1961年（昭和36年）に製造を開始したEF70形からで、動力近代化計画策定時点ではまだ存在していなかった。
またディーゼル機関車についても当時の本線用主力機は電気式のDF50形が中心であったが、蒸気機関車D51形よりも非力であるため強力な後継機が必要であった。本命となったDD51形の登場は1962年（昭和37年）であり、このため、本計画では電化区間と非電化区間、直流区間と交流区間を適正に設定するために必要なコスト計算の根拠があいまいであったとされる。その影響もあってか、1961年（昭和36年）から1964年（昭和39年）に電化された山陽本線（倉敷 - 下関間）では全区間直流方式とされた。

## 計画の推移
幹線および亜幹線区間の電化は、全体的にはほぼ予定通り進行した。直流電車はカルダン継ぎ手を採用した101系に続き、1958年（昭和33年）には151系特急電車「こだま」が実用化され、その後は直流電化区間の電車化が進展した。交流区間は1961年（昭和36年）に北陸本線用に生産されたEF70形がシリコン整流器を搭載して量産され、続いて交流機の標準型とされるED75形が大量生産された。その後これらの機関車に搭載されたシリコン整流器を電車に搭載した交流電車711系や交直両用電車が中距離電車401，421系から特急電車481，483系まで大量に生産された。ディーゼルカーは液体変速機搭載の一般型に続き、特急用キハ80系気動車が1960年（昭和35年）に、急行用のキハ58系気動車が1961年（昭和36年）に登場し、非電化区間の気動車化に大きく貢献した。機関車では本線用のDD51形が1962年（昭和37年）に登場して貨物列車や客車の牽引を蒸気機関車から引継ぎ、中型機として1966年（昭和41年）にDE10形が誕生して支線区間の無煙化推進に当たった。電化の進展に加え、ディーゼル化に拍車がかかると、昭和48年か昭和49年には蒸気機関車が一掃され煙のない旅行ができると期待され、本線用のDD51形と支線と構内の入換用DE11形を中心にディーゼル機関車も脚光を浴びはじめた。蒸気機関車が最後まで残った閑散ローカル線用には1971年（昭和46年）にDD16形を製作して無煙化を完成させた。
ただし、当初計画されていた交流電化区間の電車化および非電化区間の完全気動車化は資金面、運用面（当時は鉄道による郵便荷物輸送が行なわれていた）の問題および組合側の反対（入れ替えおよび機回しに係わる職員が不要になる）により、国鉄時代は実現されなかった。これらの問題によって無煙化直後に50系客車など当初の方針と矛盾するような車輛を新造することを余儀なくされ続けた。
| 年度             | 1955年  | 1960年  | 1965年  | 1970年  | 1975年  | 1980年 |
| ---------------- | ------- | ------- | ------- | ------- | ------- | ------ |
| 蒸気機関車       | 4,897   | 3,974   | 3,164   | 1,601   | 15      | 5      |
| 電気機関車       | 522     | 794     | 1,369   | 1,818   | 2,051   | 1,856  |
| ディーゼル機関車 | 6       | 245     | 582     | 1,447   | 2,204   | 2,109  |
| 客車             | 11,330  | 11,412  | 10,362  | 8,711   | 6,725   | 6,176  |
| 電車             | 2,969   | 4,534   | 9,084   | 12,481  | 16,502  | 17,696 |
| ディーゼルカー   | 785     | 2,227   | 4,595   | 5,371   | 5,326   | 5,038  |
| 貨車             | 105,843 | 118,729 | 142,258 | 149,485 | 120,597 | 99,562 |

その後、直流区間との直通運転の関係で製造コストが割高な交直流電車が普及したため、交流電化の経済性に大きな疑問が持たれた。そのため、北陸本線富山以東および鹿児島本線荒木以南の電化時には見直しが検討されたが、運転取扱いが至難であることと直流切替への改修費が莫大であることを理由に結局交流方式のままとされた経緯がある。しかし、その後の山陽新幹線博多開業および東北新幹線、北陸新幹線開業により2024年時点でも交直両用方式を必要としているのは、長距離の旅客列車に関しては特急ひたちと特急いなほ系統と数少なくなっている。ただし、貨物列車においてはこの限りではない。
国鉄時代の交流専用電車は711系や781系等数少なかったが、JR発足以降は複数の会社に乗り入れる列車が削減されたことから、新開発された交流専用車の方が交直両用車より圧倒的に上回っている。一方、貨物列車を牽引する電気機関車においては、逆に国鉄時代は交流専用機が多数を占めたが、民営化後は複数の旅客鉄道会社に乗り入れる列車が増えたことからほとんどが交直両用車の製造となり、交流専用機の製造は北海道新幹線の開通に伴う海峡線の架線電圧昇圧への対応用であるEH800形の20両のみである。
電化計画路線のうち長崎本線や佐世保線、日豊本線南宮崎 - 鹿児島間、千歳線、室蘭本線沼ノ端 - 室蘭間は1975年（昭和50年）の動力近代化計画終了時に電化が実現しなかったが、1980年（昭和55年）までに順次電化された。また函館本線函館 - 五稜郭間はJR発足後津軽海峡線の一部として1988年（昭和63年）3月に電化された。
21世紀に入ってからも電化は続き、筑豊本線黒崎 - 桂川間も篠栗線とともに2001年（平成13年）10月6日に電化された。また、電化計画路線にあげられている宗谷本線の旭川 - 永山間のうち、旭川 - 北旭川間（移転した旭川運転所構内）については車両基地への電車の回送列車のみであるものの、2003年（平成15年）3月に電化された。函館本線の五稜郭 - 新函館北斗間は、2016年（平成28年）3月の北海道新幹線（新青森 - 新函館北斗間）開業時にあわせて電化された。
しかし、電化計画路線にありながら函館本線新函館北斗 - 長万部間と室蘭本線東室蘭 - 長万部間および沼ノ端 - 岩見沢間、筑豊本線の通称：若松線の電化は現在でも実現していない。これはエネルギー革命に伴って石炭の輸送量が減少したことと関係している。その反面、水戸線、御殿場線、外房線、内房線、桜井線等、計画になかったが、電化が実現した線区も存在する。
なお、高山本線は地元の陳情により、本計画直前の1958年（昭和33年）にディーゼル化が推進され、1980年（昭和55年）には全線の電化工事も起工されたが、国鉄の経営悪化により1985年（昭和60年）ごろに中断し、キハ85系をはじめとする気動車による高速化を実施した。
一方、2020年代には、磐越西線の会津若松 - 喜多方間や長崎本線の肥前浜 - 長崎間のように、運行列車の減少などによって電化設備を撤去・廃止した区間も発生している。

### 客車列車の廃止および淘汰
動力近代化計画のもう一つの柱である客車列車の電車化・気動車化は無煙化が終了した1976年（昭和51年）の時点で、優等列車に関しては（静粛性等の点で客車が優位とされた）夜行を除いてほぼ完了していたものの、前記のとおり普通列車には地方線区を中心に多くが残存し、その状態がしばらく継続した。
しかし、客車普通列車の存続理由の一つであった郵便荷物輸送の衰退、地方線区で機関車を共用する機会のあったヤード集結形貨物の全廃（1984年2月1日国鉄ダイヤ改正）、長編成低頻度から短編成高頻度への運行形態の転換、および新幹線開業によって余剰となった急行形電車・気動車などの優等列車用車両の転用により、1982年11月15日国鉄ダイヤ改正より機動性に勝る分散動力車両への置き換えが段階的に進められた。1986年11月1日国鉄ダイヤ改正で荷物輸送（郵便郵送は改正の1か月前に終了）が一部の例外を除いて終了したこと、国鉄分割民営化に際して客車の置き換えに反対する組合員の多くがJR旅客鉄道会社に採用されなかったこと、機関車は旅客鉄道会社と日本貨物鉄道が個別に保有する形になったことでその動きが加速した。
2002年（平成14年）に津軽海峡線の快速「海峡」の廃止により、昼間の定期列車から客車は完全に撤退した。以降は夜行の優等列車のみに客車の定期運行が残ったが、利用者の航空機・高速バスなどへの移行による利用の低迷やさらなる新幹線の開業に伴って夜行列車の削減が進んだ結果、2016年（平成28年）3月に急行「はまなす」の廃止によって、JRの定期列車から客車の運行が消滅した。さらにJR東海および四国においては機関車牽引の列車そのものが事業用列車も含めて全廃され、完全に動力分散方式に移行している。
計画において目指された旅客列車動力方式の近代化は、開始から56年をかけて実現したことになる。

### 職員の処遇と労働紛争
無煙化により蒸気機関車を全廃するのに伴い、国鉄では機関助士が全廃された（蒸気機関車だけでなく、電車・気動車・ディーゼル機関車等についても同様）。当時約5万人が在籍していたとされる機関助士は人員合理化の対象となったため（五万人合理化）、国鉄労働組合（国労）・国鉄動力車労働組合（動労）らの組合側は当然ながら反発。1969年の春闘では機関助士全廃問題が労使の主な争点となったほか、その後もいわゆる順法闘争や「反マル生運動」、そしてスト権ストへとつながる一連の国鉄の労働紛争の背景の一つとなり、長期にわたって問題がくすぶり続けた。期せずして、蒸気機関車による最後の旅客列車が運転されたのは、スト権スト中止（1975年12月3日）直後の同年12月14日だった。